# Нов Пионер
„Нов Пионер“ (Nor Rahvira) е младежки културно-просветен седмичен вестник на арменски език в София.
Вестникът излиза в периода 22 ноември 1926 – 25 юни 1927 г. Редактор е М. Кочукян. Отговорен редактор е Баруир X. К. Мазлумян. Издател е Б. Балъкджиин. Отпечатва се в печатница „Юнион“ и в „Рахвира“ на Б. Балъкджиян. Заглавието му е изписано и на български език.

## Източник
1. 1 2  Иванчев, Димитър. Български периодичен печат, 1844 – 1944: анотиран библиографски указател. Т. 3.   София, Наука и изкуство, 1969. с. 12.